# Nguyễn Tuân Vũ
Pour les articles homonymes, voir Nguyễn.
Dans ce nom vietnamien, le nom de famille, Nguyễn, précède le nom personnel.
Nguyễn Tuân Vũ, né le 17 avril 1999, est un coureur cycliste vietnamien.

## Biographie
Entre 2016 et 2019, Nguyễn Tuân Vũ se distingue dans son pays natal en remportant plusieurs courses. Il devient également champion national du contre-la-montre en 2020,. Deux ans plus tard, il se classe huitième de l'épreuve chronométrée aux Jeux d'Asie du Sud-Est. 
Lors de la saison 2023, il se distingue en remportant un nouveau titre de champion du Viêt Nam du contre-la-montre. Il est également sélectionné en équipe nationale pour participer aux championnats d'Asie. Sous les couleurs de la délégation vietnamienne, il termine quatorzième du contre-la-montre puis seizième de la course en ligne.

## Palmarès et résultats

### Palmarès par année
- 2016
  - 5e étape de la Nam Ky Khoi Nghia Race
- 2017
  - 3e étape de la Ben Tre TV-Cup
- 2019
  - 5e étape de l'An Giang Plant Protection Cup
- 2020
  -  Champion du Viêt Nam du contre-la-montre
- 2021
  - 2e du championnat du Viêt Nam du contre-la-montre
- 2023
  -  Champion du Viêt Nam du contre-la-montre
- 2024
  -  Champion du Viêt Nam du contre-la-montre

### Classements mondiaux
| Année         | 2023 |
| ------------- | ---- |
| UCI Asia Tour | 180e |